# 맷 레처
맷 레처(Matt Letscher, 1970년 6월 26일 ~ )는 미국의 배우이다.

## 출연 작품
- 아이덴티티
- 마스크 오브 조로
- 카운트다운 - 찰리 역
- 플래시 (드라마) - 에오바드 쏜 역
- 레전드 오브 투모로우 - 에오바드 쏜 역